# Head First (musikalbum av Goldfrapp)
Head First är det femte studioalbumet av den brittiska electronicaduon Goldfrapp, utgivet i mars 2010 på Mute Records. I kontrast mot gruppens föregående, mer introverta album Seventh Tree, präglas Head First av rättfram synthpop och italodisco. Överlag såg de flesta musikkritiker positivt på albumet, som hamnade på många av albumlistorna världen runt. I Storbritannien låg det sexa som bäst. Skivan fick även en nominering i kategorin 'Best Dance/Electronica Album' vid 2011 års Grammy Awards.
Första singeln från albumet, "Rocket", släpptes genom iTunes Store den 5 mars samma år och blev en listetta på Billboard-listan Hot Dance Club Songs.

## Bakgrund
I juli 2009 meddelade Goldfrapp att de hade börjat spela in sitt femte studioalbum. Fotografering för albumet ägde rum i november 2009. Duon hoppades då på att ha albumet färdigt till december 2009.
En pressrelease för albumet beskrev Head First som deras "starkaste resa hittills, en snabb rush av synthoptimism, eufori, fantasi och romantik. Med livsbejakande texter och exceptionell produktion lyfter den av vid full lutning och tar oss på en resa till hjärtat av 2010.".

## Kommersiella framgångar
Head First debuterade som sexa på den brittiska albumlistan med en försäljning på 23 000 exemplar—en försäljningssiffra som motsvarade ungefär hälften av vad föregångaren Seventh Tree hade uppnått inom samma antal dagar. Likväl var det duons tredje framgångsrika topp 10-album i Storbritannien. Head First blev även Goldfrapps tredje album på den amerikanska Billboard 200-listan, där den debuterade på plats 45. Den 20 december 2010 hade albumet sålts i 70 000 exemplar i Storbritannien.

## Låtlista
Alla låtar är skrivna av Alison Goldfrapp och Will Gregory.
1. "Rocket" – 3:51
2. "Believer" – 3:43
3. "Alive" – 3:28
4. "Dreaming" – 5:07
5. "Head First" – 4:30
6. "Hunt" – 4:34
7. "Shiny and Warm" – 3:58
8. "I Wanna Life" – 4:13
9. "Voicething" – 4:44

## Medverkande
- Alison Goldfrapp – sång, producent, ljudtekniker, design
- Will Gregory – producent, ljudtekniker
- Nick Batt – ytterligare programmering (1, 3, 8)
- Neil Comber – assisterande mixning (6)
- Bruno Ellingham – ytterligare ljudteknik
- Greg Freeman – truminspelning (1, 3, 8)
- Pascal Gabriel – ytterligare produktion (1, 2, 4, 5, 8)
- Tim Goldsworthy – ytterligare programmering (1, 3, 6); truminspelning och arrangemang (7)
- Chris Goulston – gitarr (3)
- Matty Green – assisterande mixning (1–5, 7–9)
- Ted Jensen – mastering
- Charlie Jones – bas (1, 3, 4, 8)
- Serge Leblon – fotografier
- Alex Lee – gitarr (1, 3, 5)
- Ged Lynch – trummor (1, 3, 8)
- Mat Maitland – design, fotografier
- Richard X – ytterligare produktion (3)
- Davide Rossi – fiol (1, 4)
- Mark "Spike" Stent – mixning

## Listplaceringar
| Listor (2010)                    | Högsta position |
| -------------------------------- | --------------- |
| Australiska albumlistan          | 14              |
| Österrikiska albumlistan         | 33              |
| Belgiska albumlistan (Flandern)  | 35              |
| Belgiska albumlistan (Vallonien) | 49              |
| Kanadensiska albumlistan         | 33              |
| Nederländska albumlistan         | 47              |
| European Top 100 Albums          | 10              |
| Franska albumlistan              | 70              |
| Tyska albumlistan                | 28              |
| Grekiska albumlistan             | 4               |
| Irländska albumlistan            | 17              |
| Italienska albumlistan           | 27              |
| Mexikanska albumlistan           | 95              |
| Nyzeeländska albumlistan         | 18              |
| Norska albumlistan               | 19              |
| Polska albumlistan               | 28              |
| Spanska albumlistan              | 47              |
| Svenska albumlistan              | 49              |
| Schweiziska albumlistan          | 14              |
| Brittiska albumlistan            | 6               |
| USA Billboard 200                | 45              |
| USA Dance/Electronic Albums      | 3               |
| USA Independent Albums           | 4               |
| USA Alternative Albums           | 6               |

### Engelska originalcitat
1. ↑  "most powerful trip to date, a speedy rush of synth optimism, euphoria, fantasy and romance. With life affirming lyrics and stellar production it lifts off at full tilt and takes us on a journey to the heart of 2010."